# Rickard Gustafsson
Bo Rickard Gustafsson (også omtalt som Rickard Gustafson; 12. marts 1964 i Täby i Sverige) er bestyrelsesformand for SAS Sverige og administrerende direktør og koncernchef for SAS Group, hvilket han har været siden marts 2011. Gustafsson var tidligere administrerende direktør for det dansk-svenske forsikringsselskab Codan/Trygg-Hansa, og før dette var han ansat hos hos den multinationale koncern GE Capital.
Gustafsson er gift med Christina Westerlind Gustafson, og de har sammen sønnerne Axel og Eric.